# Фильман, Гюнтер
Гюнтер Фильман (нем. Günther Klaus Fielmann, 17 сентября 1939 года, Штафштедт, Шлезвиг-Гольштейн — 3 января 2024 года, Лютьензе) — немецкий предприниматель, основатель и держатель контрольного пакета акций компании Fielmann AG (немецкая оптическая компания, специализирующаяся на розничной продаже очков). Миллиардер.
На день кончины Фильмана чистая стоимость Fielmann Group оценивалась в 4,6 млрд долларов США. С 2019 года управление Fielmann Group полностью осуществлялось Марком Фильманом, сыном Гюнтера Фильмана.

## Биография
Гюнтер Клаус Фильман родился в 1939 году и был вторым ребенком Вильгельма и Луизы Фильман; его отец был учителем в школе, мать — домохозяйкой. Гюнтер хотел стать фотографом, но по настоянию отца в 1956 году начал учиться на оптика. В 1965 году он получил государственную квалификацию оптика и мастера-оптика. По окончании учёбы работал в оптических компаниях Essilor и Bausch & Lomb.
В 1972 году Гюнтер открыл свой первый магазин в Куксхафене, а в 1981 году произвёл революцию на рынке очков, предложив 90 модных моделей по рецепту без дополнительной оплаты (рекламный слоган: «Zum Nulltarif»). Благодаря либерализации рынка, а также низким ценам и агрессивному маркетингу его компания быстро росла. В 1982 году в Киле открылся ещё один магазин Фильмана, предложивший более чем 7000 пар очков. В магазине имелась также постоянная выставка голограмм. В 1994 году компания Fielmann KG была преобразована в Fielmann AG и вышла на фондовую биржу. На 2023 год доля Fielmann AG на рынке Германии составляла 50 %.
Для занятий органическим сельским хозяйством Гюнтер Фильман обустроил ферму. Ему принадлежало поместье Ширензее площадью около 1600 гектаров, поместье Марутендорф (ферма Деметер) площадью 470 гектаров в Ахтервере, ферма Мёглин площадью 180 гектаров в Круммвише и ферма Лютензее в районе Стормарн земли Шлезвиг-Гольштейн. Компания Fielmann продавала свою органическую продукцию под брендом Hof Lütjensee.
Как защитник природы, он также принимал участие в работе Немецкой ассоциации защиты лесов (SDW), в частности в её мероприятиях по посадке деревьев в рамках «Дня деревьев». С 2001 года он оказывал поддержку исследователям из Кильского университета имени Христиана Альбрехта, выделив им очень крупную сумму на исследования в области органического земледелия на его ферме в Ритцерау.
В 2002 году некоммерческая организация Fielmann Academy выкупила у земли Шлезвиг-Гольштейн бывшую летнюю резиденцию датского короля, замок Плён, и провела в ней масштабную реконструкцию. С тех пор в замке проходят подготовку оптики, а с зимнего семестра 2005/06 учебного года совместно с Любекским университетом прикладных наук предлагается курс обучения на оптометриста.
Каждый год он сажал по дереву за каждого из своих сотрудников. К маю 2009 года он посадил более миллиона деревьев, миллионное дерево Фильман посадил вместе с канцлером Ангелой Меркель и премьер-министром Петером Гарри Карстенсеном.
Дети Гюнтера Фильмана, Марк (род. 1989) и Софи Луиза (род. 1994), родились в его браке со студенткой, а позднее литературоведом, Хайке Фильман. Этот был заключён в 1988 году, но в 2004 году расторгнут.
В середине 2012 года Гюнтер Фильман объявил, что когда-нибудь его сын Марк возьмёт на себя управление компанией. Марк Фильман был введён в члены совета директоров 1 января 2016 года и взял на себя ответственность за маркетинг. В апреле 2017 года компания объявила, что Гюнтер Фильман останется генеральным директором до конца июня 2020 года. 12 апреля 2018 года Марк Фильман был назначен генеральным директором вместе со своим отцом (двойное руководство). 21 ноября 2019 года Марк Фильман занял пост единоличного председателя совета директоров, Гюнтер Фильман таким образом завершил смену поколений и покинул совет директоров.
Гюнтер Фильман умер в возрасте 84 лет 3 января 2024 года в своем родном городе Лютьензе в окружении членов своей семьи.